# Francisca de Lebrija
Francisca de Lebrija, levde 1474, var en spansk retoriker. 
Hon var dotter till humanisten Antonio de Nebrija och föreläste i retorik vid Alcalás universitet. Att föreläsa på universitet var ovanligt för en kvinna, men inte olagligt, och Isabella av Kastilien uppmuntrade lärda kvinnor.